# Remo Pullica
Remo Pullica (Carpi, 8 agosto 1938 – 10 febbraio 2020) è stato un allenatore di calcio e calciatore italiano, di ruolo difensore.

## Caratteristiche tecniche
Giocava come stopper ed era particolarmente dotato dal punto di vista fisico sia in termini di stazza che di altezza: pur non essendo particolarmente dotato dal punto di vista tecnico era tuttavia molto abile nel gioco aereo ed in marcatura, pur senza risultare scorretto verso gli avversari (in tutta la carriera infatti ricevette un unico cartellino).

## Carriera

### Giocatore
Originario di Carpi, inizia la carriera nel principale club della sua città natale (il Carpi) per poi emigrare in Svizzera ed iniziare a giocare nella prima divisione locale nel Locarno, dove rimane fino al termine della stagione 1963-1964. Tra il maggio ed il giugno del 1964 viene ceduto in prova al Milan, con cui gioca anche alcune partite amichevoli, salvo poi non venire confermato e venire subito dopo coinvolto in uno scambio con il Lugano, club neopromosso nella prima divisione elvetica, che dopo averlo affrontato in amichevole contro il Milan per portarlo in squadra cede al Locarno 3 suoi giocatori come contropartita tecnica.
Qui per sette anni è una delle colonne portanti del club bianconero, con cui mette a segno 4 reti in 171 presenze nella prima divisione svizzera e con cui è tra i protagonisti della vittoria della Coppa Svizzera nella stagione 1967-1968 e, quindi, della prima storica qualificazione ad una competizione UEFA per club dei ticinesi, con cui disputa infatti 2 partite nella Coppa delle Coppe 1968-1969 (eliminazione dopo un solo turno, ovvero ai sedicesimi di finale, per mano del Barcellona con un punteggio aggregato di 4-0).

### Allenatore
Nel 1980 ha allenato la nazionale svizzera Under-21.

## Palmarès

### Giocatore

#### Competizioni nazionali
- Coppa Svizzera: 1

Lugano: 1967-1968